# Пистолет Коровина
ТК (Тульский, Коровина, индекс ГАУ — 56-А-112) — первый советский серийный самозарядный пистолет.

## История
В 1925 году спортивное общество «Динамо» заказало Тульскому оружейному заводу разработку компактного пистолета под патрон 6,35×15 мм Браунинг в качестве оружия самообороны.
Работа по созданию пистолета проходила в проектно-конструкторском бюро Тульского оружейного завода. Осенью 1926 года конструктором-оружейником С. А. Коровиным была завершена разработка пистолета, который получил наименование пистолет ТК (Тульский Коровина).
В конце 1926 года ТОЗ начал выпуск пистолета, в следующем году пистолет был одобрен к применению, получив официальное название «Пистолет Тульский, Коровина, образца 1926 года». Однако на вооружение официально принят не был.
Из-за того, что пистолет являлся гражданским и спортивным оружием, то на нём ставили клеймо невоенного типа. Позднее оружие получило армейский индекс ГАУ 56-А-112.
В период с осени 1926 по 1935 год было выпущено несколько десятков тысяч «Коровиных», но точное количество выпущенных пистолетов неизвестно.
Пистолеты ТК поступали на вооружение сотрудников НКВД СССР, среднего и старшего командного состава Красной Армии, государственных служащих и партийных работников.
Также ТК использовался в качестве подарочного или наградного оружия (например, известны случаи награждения им стахановцев)[какие?].
После начала Великой Отечественной войны, в 1941—1942 гг. в связи с возросшей потребностью в личном оружии для действующей армии и дефицитом пистолетов ТТ некоторое количество ТК было передано на вооружение младшего командного состава РККА. Кроме того, некоторое количество ТК получили штабные офицеры.
В период после Великой Отечественной войны пистолеты ТК некоторое время хранились в сберкассах в качестве резервного оружия для служащих и инкассаторов.

## Конструкция
В ТК применена конструкция со свободным затвором. Рычаг предохранителя расположен на корпусе слева, над спусковым крючком. Защёлка магазина — в нижней части рукоятки.
Существовало три основные модификации пистолета ТК, которые отличались формой и материалом щёчек рукоятки, способом их крепления, особенностями изготовления рамки, формой основания целика, углом наклона насечек на кожухе затвора. Некоторые модификации также можно условно разделить на ранние и более поздние, в зависимости от ряда незначительных изменений конструкции.
Боковые панели рукоятки изготавливались в двух основных вариантах: из дерева (с крестообразной насечкой либо с более крупными вертикальными бороздками) и из чёрного бакелита с логотипом ТОЗ. Очень небольшое количество пистолетов было выпущено с гуттаперчевыми щёчками. До начала 1930-х щёчки крепились винтами, в дальнейшем — с помощью пружинных защёлок по типу ТТ.

## Боеприпасы
Пистолет ТК рассчитан для использования 6,35-мм пистолетных патронов Браунинга. Патроны эти как имелись в запасе с царских времён и гражданской войны, так и импортировались из Германии, вместе с пистолетами Маузер 1910/14.
Благодаря ТК количество 6,35-мм пистолетов в стране значительно увеличилось, с целью уменьшить зависимость от импортных поставок патронов в 1934 году было принято решение освоить производство 6,35-мм патронов Браунинга советской промышленностью (также как и 7,65-мм патронов Браунинга). В СССР патрон получил наименование 6,35-мм пистолетный патрон 57-Н-112 (Браунинга), где 57-Н-112 — индекс ГАУ. Серийный выпуск был начат в 1934 году на патронном заводе № 3 им.т. Володарского в Ульяновске (входившем в трест «Патрубвзрыв»). Патроны предназначались для пистолетов ТК и находившихся в эксплуатации 6,35-мм пистолетов иностранного производства. Производство патрона продолжалось до начала Великой Отечественной войны. Укупорка маркировалась как «Патроны к пистолету „Браунинг“».
Некоторые источники указывают, что советские 6,35-мм патроны имели усиленный пороховой заряд, что не соответствует действительности и является повторяющейся ошибкой. Советские патроны обеспечивали стандартную для 6,35-мм патронов скорость пули: 220—230 м/с.

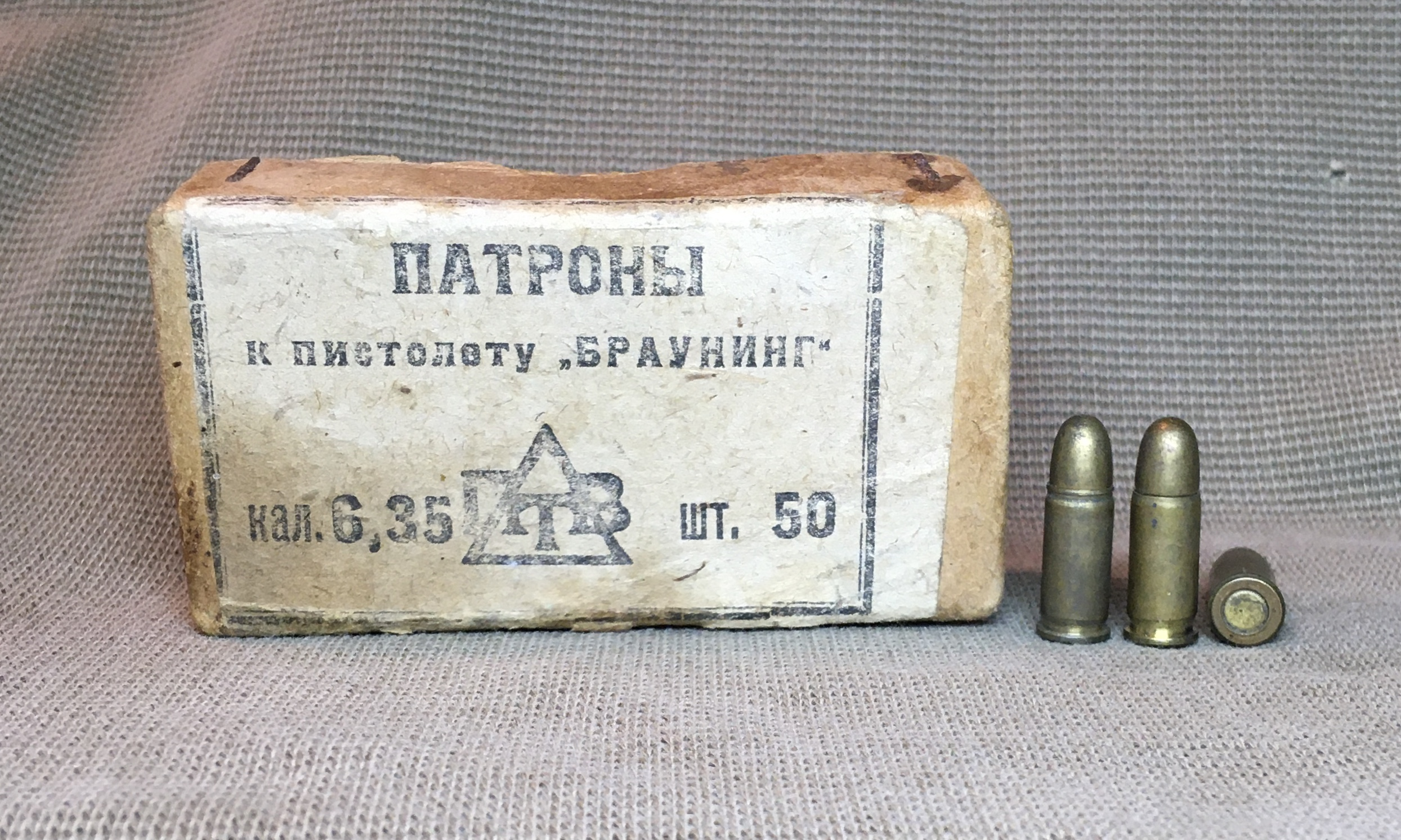
Картонная пачка с советскими 6,35-мм патронами к пистолету «Браунинг», УПЗ им. т. Володарского, середина 1930-х годов.

## Музейные экспонаты
Два пистолета ТК (один стандартный серийный и один наградной с гравировкой) являются экспонатами Тульского государственного музея оружия